# Plaža Mlini
Plaža Mlini je plaža u istoimenom mjestu Mlini.
Smještena je oko 7 kilometara jugoistočno od Dubrovnika, podno ceste kojom se ulazi u donji dio mjesta Mlini.
Plaža je šljunčano - pješčana.
Uz cestu iznad plaže se nalaze brojni caffe barovi.